# 가키쓰
가키쓰(嘉吉, かきつ)는 일본의 연호(元号) 중 하나이다.
- 전후 : 에이쿄(永享) 이후 - 분안(文安) 이전.
- 시기 : 1441년~1443년
- 천황 : 고하나조노 천황
- 쇼군 : 무로마치 막부의 아시카가 요시노리, 요시카쓰

## 개원
- 에이쿄 13년 2월 17일(율리우스력 1441년 3월 10일), 신유혁명에 해당해 개원(改元).
- 가키쓰 4년 2월 5일(율리우스력 1444년 2월 23일), 분안으로 개원된다.

## 출전
《주역》의 “孚于嘉吉, 位正中也”.

## 가키쓰 시기에 일어난 일
- 원년
  - 유키 성이 함락되다. 유키 우지토모, 모치토모가 죽고 유키 전투가 끝나다.
  - 6월 24일 : 가키쓰의 난. 하리마 슈고(守護)・아카마쓰 미쓰스케가 쇼군・아시카가 요시노리를 자택에 초대해 살해하고, 영지인 하리마로 도망치다.
  - 8월 : 기나이에서 가키쓰노도잇키(嘉吉の土一揆, 가키쓰 원년, 채권과 채무의 해소를 요구한 농민운동)가 일어나다.
- 2년
  - 6월 : 막부 간레이・호소카와 모치유키가 사직하고 하타케야마 모치쿠니가 취임하다.
  - 11월 : 아시카가 요시카쓰가 제7대 쇼군에 취임하다.

## 서력과의 대조표
| 가키쓰 | 원년   | 2년    | 3년    | 4년    |
| ------ | ------ | ------ | ------ | ------ |
| 서력   | 1441년 | 1442년 | 1443년 | 1444년 |
| 간지   | 신유   | 임술   | 계해   | 갑자   |

## 같이 보기
- 일본의 연호 일람

| 이전 에이쿄 | 일본의 연호 1441년 ~ 1444년 | 다음 분안 |